# Matsudaira Sadanobu

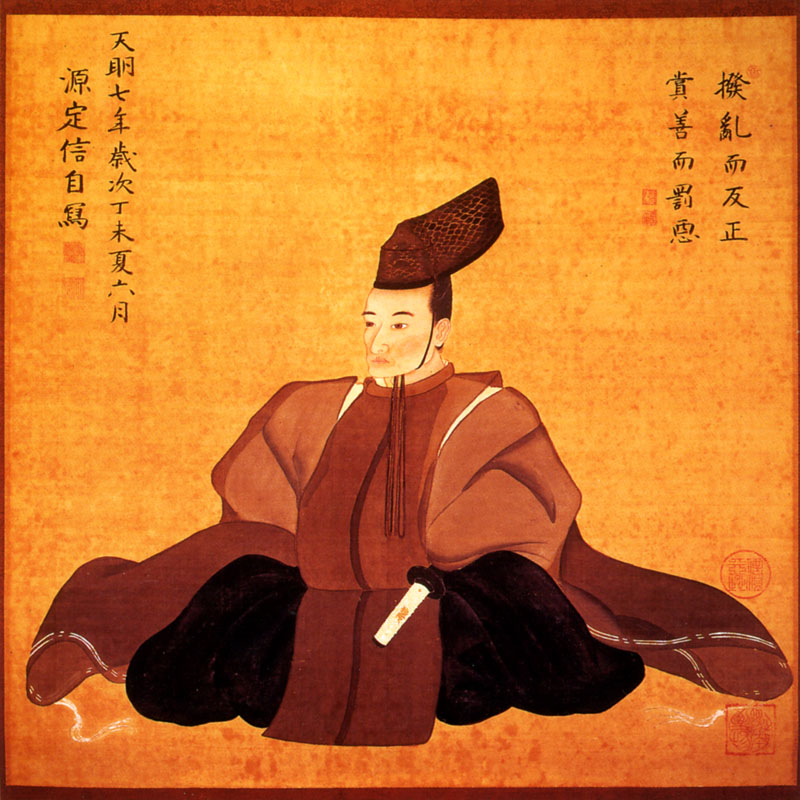
Matsudaira Sadanobu

Matsudaira Sadanobu, 松平 定信|, (15 de enero de 1759 – 14 de junio de 1829) fue un daimyo japonés del período Edo, famoso por sus reformas financieras que ayudaron a salvar el Dominio de Shirakawa, como también por reformas similares que realizó mientras se desempeñó como asesor mayor (rōju shuza; 老中首座) del shogunato Tokugawa, desde 1787 hasta 1793.

## Inicios
Sadanobu nació en el Castillo de Edo el 15 de enero de 1759, en la rama  Tayasu de la casa   Tokugawa. Los Tayasu fueron uno de los gosankyō, los más antiguos de las ramas de cadetes menores de las familias de shogunes, y que aún lleva el nombre de Tokugawa (en vez de las ramas cadetes que tenían el apodo de  Matsudaira).
Su padre fue Tayasu Munetake, el hijo del octavo shogun Tokugawa Yoshimune, de mentalidad reformista. La casa Tayasu se mantuvo aparte de las otras ramas cadetes residentes en el Castillo Edo, practicando un modo de vida más austero, siguiendo el ejemplo establecido por Yoshimune— en palabras de Munetake, la alabanza de un espíritu varonil(masuraoburi) en oposición al espíritu femenino (taoyameburi). También se mantiene aparte de otras ramas debido a su historia de frustradas ambiciones políticas — el fundador, Munetake, esperaba llegar a ser el heredero de su padre pero esta fue traspasada al hijo mayor de Yoshimune, Ieshige. Como resultado de esto, Sadanobu fue criado desde muy temprana edad con las esperanzas que fuera ungido como el próximo heredero shogun. Su educación fue muy extensa, siendo realizada en la línea del pensamiento confuciano, y para cuando era un quinceañero Sadanobu ya había leído y memorizado mucho del canon confuciano. A medida que maduraba se creó una mayor responsabilidad para que Sadanobu tuviese éxito ya que varios de los miembros  de la casa Tayasu comenzaron a fallecer tempranamente. Nuevos intentos fueron hechos por la familia para colocar a Sadanobu como el próximo heredero shogunal, pero ellos fueron frustrados por las maniobras políticas de Tanuma Okitsugu, quien en ese entonces estaba al poder como el jefe rōjū.

## Carrera
A continuación del último fallido intento de adopción por el shogun, Sadanobu fue adoptado por  Matsudaira Sadakuni, cabeza de  una de las casas Hisamatsu-Matsudaira (otra rama de cadetes de  Tokugawa), que gobernó el sureño Dominio Shirakawa (Provincia de Mutsu con una tasación de  110,000 koku), suceediendo el mando a fines de 1783 a continuación de una prolongada enfermedad del suegro. >Inmediatamente se vio enfrentado a la desastrosa posición económica de su dominio: de los 110,000 koku que se suponía que era capaz de producir, 108,600 se reportaron como "perdidos". Sadanobu trabajó incansablemente para arreglar la situación económica en Shirakawa, salvándola finalmente y llevando sus finanzas y agricultura de vuelta a la estabilidad. Estas reformas, emparejadas con la continuada gestión política, le trajeron fama, y fue nombrado consejero jefe del shogunato el verano de 1787, y regente del 11º shogun Tokugawa Ienari a comienzos del año siguiente.
Este período de Sadanobu de fortalecimiento del vacilante régimen Tokugawa es conocido como de las Reformas Kansei. Sus políticas podrían también haber sido construidas como una respuesta reaccionaria a los excesos de sus predecesores bajo el Shogun Ieharu. Él recuperó las finanzas del shogunato en alguna medida, y tuvo algún éxito en salvar su prestigio. Sin embargo, a continuación del Incidente del Título y de la visita de Adam Laxman, la credibilidad y popularidad de la burocracia de Tokugawa  se volvió excesiva, y conforme a la sugerencia de su autobiografía que  "uno debe retirarse antes que se establezca el descontento", el renunció.

## Habilidades literarias
Fuera de sus reformas políticas, Sadanobu fue también conocido como escritor y moralista, trabajando bajo el seudónimo de  Rakuō (楽翁). Algunos de sus notables textos incluyen Uge no Hitokoto, Tōzen Manpitsu, Kanko-dōri, Kagetsutei Nikki, Seigo, y Ōmu no Kotoba, entre otros. Algún tiempo después de su fallecimiento se descubrió que había escrito un texto satírico parodiando la vida daimyo, titulado Daimyō Katagi. Los estudiosos se han distanciado un tanto de este descubrimiento, ya que el texto cae en la categoría de gesaku, al cual Sadanobu se opuso oficialmente.

## Años postreros
Si bien Sadanobu renunció a su puesto en el consejo superior, continuó manteniéndose en los asuntos políticos, manteniéndose en estrecho contacto con Matsudaira Nobuaki (su sucesor en el consejo superior), así como con el rector del colegio de Shogunato, Hayashi Jussai, a quien el personalmente instaló en esa posición. Durante estos últimos años de su mandato en Shirakawa, también estuvo involucrado en materias de defensa nacional, asumiendo obligaciones de seguridad en la Península de Boso en 1810 junto con Matsudaira Katahiro de Aizu. En asuntos de dominios, Sadanobu continuó dedicándose a las reformas que había establecido, así como a la educación. Se retiró de la dirección familiar en 1819, y fue exitosamente sucedido por su hijo Sadanaga. Sadanobu murió en 1829, y de acuerdo a su testamento, su hijo peticionó a la familia Yoshida en Kioto otorgarle el deificado título de Shukoku-daimyōjin. Este le fue otorgado en tres etapas, en 1833, 1834, y 1855. Sadanobu fue santificado junto con el fundador Hisamatsu, Sadatsuna, Sugawara no Michizane, y dos personalidades más, en el santuario de Chinkoku-Shukoku. Este santuario tiene sus ramales tanto en Kuwana, a donde Sadanaga fue transferido, como en el anterior feudo de Sadanobu, Shirakawa, donde el santuario fue construido en 1918.
Uno de los hijos de Sadanaga, Itakura Katsukiyo, llegó a ser casi tan famoso como su abuelo en las postrimerías de la era Edo, debido a sus intentadas reformas del shogunato.
| Predecesor: Matsudaira Sadakuni | Tercer Lord de Shirakawa (Hisamatsu-Matsudaira) 1783-1812 | Sucesor: Matsudaira Sadanaga |